# Кастро Флорес, Алехандро
Алехандро Кастро Флорес (исп. Alejandro Castro Flores; родился 27 марта 1987 года в Мехико, Мексика) — мексиканский футболист, защитник клуба «Сантос Лагуна» и сборной Мексики.

## Клубная карьера
Кастро — воспитанник клуба «Крус Асуль». 26 ноября 2005 года в матче против «Пачуки» он дебютировал в мексиканской Примере. Алехандро трижды завоевывал серебряные медали в составе «Крус Асуль». 14 декабря 2009 года в поединке против «Монтеррея» он забил свой первый гол за команду.
В 2012 году Кастро на правах аренды перешёл в «Эстудиантес Текос». 8 января в матче против «Толуки» он дебютировал за новый клуб. По итогам сезона «Текос» вылетели в Лигу Ассенсо, а Алехандро вернулся в «Крус Асуль».
Летом 2015 года Кастро на правах аренды перешёл в УНАМ Пумас. 26 июля в матче против «Монтеррея» он дебютировал за новую команду. В этом же поединке Алехандро забил свой первый гол за «пум».

## Международная карьера
В 2013 году Кастро попал в заявку сборной Мексики на Золотой кубок КОНКАКАФ. В матче против сборной Панамы он дебютировал за национальную команду, также Мигель принял участие в поединках против Канады, ещё раз Панамы, Мартиники и Тринидада и Тобаго.